# Aguilar del Río Alhama
Aguilar del Río Alhama – gmina w Hiszpanii, w prowincji La Rioja, w La Rioja, o powierzchni 54,11 km². W 2011 roku gmina liczyła 546 mieszkańców.